# George Anderson (cầu thủ bóng đá, sinh 1887)
George Albert Anderson (6 tháng 6 năm 1887 – 28 tháng 5 năm 1956) là một thủ môn và huấn luyện viên bóng đá người Anh, được nhớ đến nhiều nhất trong 10 năm huấn luyện viên của Dundee từ 1944 đến 1954. Khi là cầu thủ, Anderson có hơn 200 lần ra sân ở Scottish League cho Aberdeen và cũng xuất hiện tại Football League cho Sunderland. Giữa giai đoạn giải nghệ và làm huấn luyện viên cho Dundee, Anderson từng phục vụ tại Aberdeen ở vị trí giám đốc và huấn luyện viên.

## Đời sống cá nhân
Anderson phục vụ tại Royal Artillery tại Thế chiến thứ nhất.

## Danh hiệu

### Với tư cách huấn luyện viên
Dundee
- Scottish League Cup (2): 1951–52, 1952–53[3]

### Với tư cách cầu thủ
- Dundee Hall of Fame[5]

## Sự nghiệp thi đấu
| Câu lạc bộ          | Mùa giải            | Giải đấu                       | Giải đấu | Giải đấu  | Cúp quốc gia | Cúp quốc gia | Khác    | Khác      | Tổng    | Tổng      |
| Câu lạc bộ          | Mùa giải            | Hạng đấu                       | Số trận  | Bàn thắng | Số trận      | Bàn thắng    | Số trận | Bàn thắng | Số trận | Bàn thắng |
| ------------------- | ------------------- | ------------------------------ | -------- | --------- | ------------ | ------------ | ------- | --------- | ------- | --------- |
| Sunderland          | 1911–12             | First Division                 | 8        | 0         | 0            | 0            | —       | —         | 8       | 0         |
| Sunderland          | 1912–13             | First Division                 | 2        | 0         | 0            | 0            | —       | —         | 2       | 0         |
| Sunderland          | Tổng                | Tổng                           | 10       | 0         | 0            | 0            | —       | —         | 10      | 0         |
| Aberdeen            | 1914–15             | Scottish League First Division | 29       | 0         | —            | —            | —       | —         | 29      | 0         |
| Aberdeen            | 1915–16             | Scottish League First Division | 33       | 0         | —            | —            | 2       | 0         | 35      | 0         |
| Aberdeen            | 1916–17             | Scottish League First Division | 38       | 0         | —            | —            | —       | —         | 38      | 0         |
| Aberdeen            | Tổng                | Tổng                           | 100      | 0         | —            | —            | 2       | 0         | 102     | 0         |
| Aberdeen            | 1919–20             | Southern League First Division | 42       | 0         | 4            | 0            | 1       | 0         | 47      | 0         |
| Aberdeen            | 1920–21             | Southern League First Division | 38       | 0         | 4            | 0            | —       | —         | 42      | 0         |
| Aberdeen            | 1921–22             | Southern League First Division | 25       | 0         | 0            | 0            | —       | —         | 25      | 0         |
| Aberdeen            | Tổng cộng Aberdeen  | Tổng cộng Aberdeen             | 205      | 0         | 8            | 0            | 3       | 0         | 216     | 0         |
| Tổng cộng sự nghiệp | Tổng cộng sự nghiệp | Tổng cộng sự nghiệp            | 215      | 0         | 8            | 0            | 5       | 0         | 226     | 0         |

1. 1 2  Appearances in Robertson Cup.